# José Maria Camilo de Mendonça
José Maria Camilo de Mendonça, 1.º Visconde da Abrigada (31 de outubro de 1815 – 19 de julho de 1885), foi um negociante em Lisboa, sendo também armador, fidalgo cavaleiro da Casa Real e terratenente.
Era filho de José Camilo de Lelis Vieira de Mendonça (Alenquer, Abrigada, 1782 - Alenquer, Abrigada, 1857) e de sua mulher Maria Delfina Cândida da Cunha (Santarém, São Nicolau, 1787 - Alenquer, Abrigada, 1863), neto paterno de José Pereira de Mendonça e de sua mulher Maria Rita Mascarenhas e bisneto por varonia de Lucas Pereira de Mendonça e de sua mulher Maria Teresa Vieira da Rocha.
Recebeu o título de Visconde da Abrigada por Decreto Régio de 17 de Janeiro de 1870 do Rei D. Luís I de Portugal.
É representante do título Carolina Cárdenas de Lancastre de Freitas, também representante do título de Visconde da Torre da Murta.
É seu descendente o flautista Rão Kyao.